# Cilanco
Cilanco es una localidad y pedanía española perteneciente al municipio de Villatoya, en la provincia de Albacete, dentro de la comunidad autónoma de Castilla-La Mancha.

## Demografía

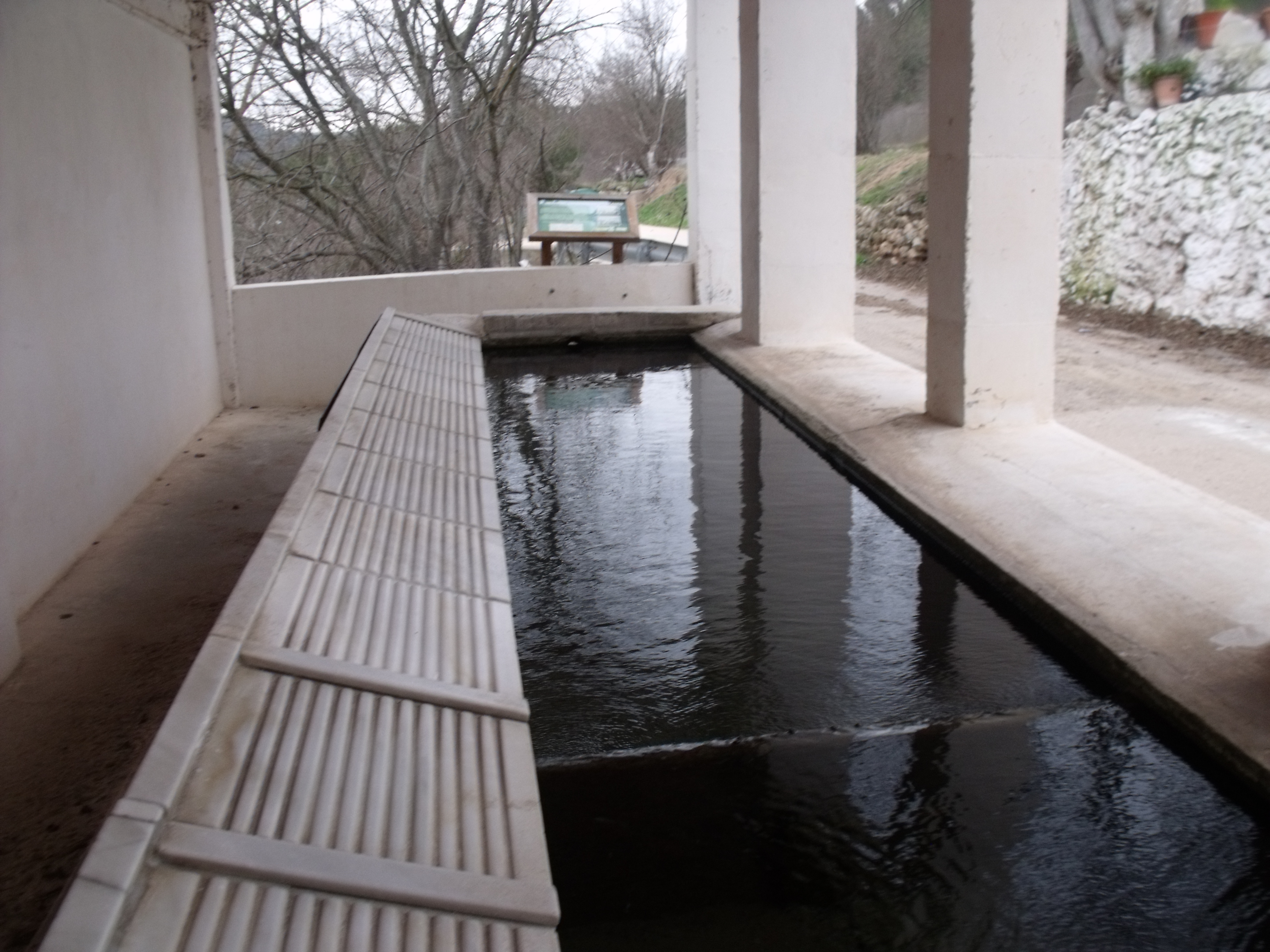
Lavadero de Cilanco. Las aguas descienden desde aquí por acequias, facilitando el regadío de las tierras entre la población y el Cabriel.

Evolución de la población
| Gráfica de evolución demográfica de Cilanco entre 2000 y 2017      |
|                                                                    |
| Población de derecho (2000-2017) según el padrón municipal del INE |